# Isamaa
Isamaa (letteralmente, Patria in estone) è un partito politico estone di orientamento cristiano-democratico e conservatore fondato nel 2006 con la denominazione di Unione della Patria e Res Publica (Isamaa ja Res Publica Liit - IRL, espressione talvolta tradotta anche con la locuzione Unione Pro Patria e Res Publica); ha cambiato nome il 2 giugno 2018.
Il partito si è affermato a seguito della confluenza tra due distinti soggetti politici:
- l'Unione della Patria (Isamaaliit, nota anche come Unione Pro Patria[5]), sorta nel 1995;
- Res Publica, nato nel 2002.

## Storia
Il partito si presenta per la prima volta alle elezioni parlamentari del 2007, allorché ottiene il 17,9% dei voti contro il 31,9% complessivamente ottenuto alle parlamentari del 2003 dai due partiti preesistenti; entra tuttavia a far parte della compagine di governo (governo Ansip II), insieme al Partito Riformatore Estone e al Partito Socialdemocratico.

## Loghi

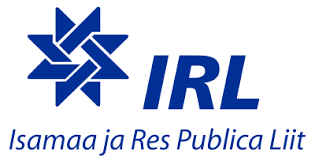
Logo Unione della Patria e Res Publica

## Risultati elettorali
| Elezione          | Voti    | %     | Seggi    | Posizione               |
| ----------------- | ------- | ----- | -------- | ----------------------- |
| Parlamentari 2007 | 98.347  | 17,87 | 19 / 101 | Maggioranza             |
| Parlamentari 2011 | 118.023 | 20,52 | 23 / 101 | Opposizione Maggioranza |
| Parlamentari 2015 | 78.697  | 13,71 | 14 / 101 | Maggioranza             |
| Parlamentari 2019 | 64.219  | 11,44 | 12 / 101 | Maggioranza Opposizione |
| Parlamentari 2023 | 50 114  | 8,21  | 8 / 101  | Opposizione             |

Europee:
| Elezione     | Voti             | %                | Seggi            |
| ------------ | ---------------- | ---------------- | ---------------- |
| Europee 2009 | 48.492           | 12,22            | 1 / 6            |
| Europee 2014 | 45.765           | 13,93            | 1 / 6            |
| Europee 2019 | Non partecipante | Non partecipante | Non partecipante |